# Qadirabad
Qadirabad é uma cidade do Paquistão localizada na província de Punjab.